# غو ياماموتو
غو ياماموتو (باليابانية: 山元豪) هو متزحلق نوردي مزدوج ياباني، ولد في 27 يناير 1995 في توياما في اليابان.

## وصلات خارجية
- غو ياماموتو على موقع الاتحاد الدولي للتزلج (القفز التزلجي) (الإنجليزية)
- غو ياماموتو على موقع الاتحاد الدولي للتزلج (التزلج النوردي المزدوج) (الإنجليزية)
- غو ياماموتو على موقع اللجنة الأولمبية الدولية (الإنجليزية)
- غو ياماموتو على موقع أوليمبيديا (الإنجليزية)